# 布尔格伊
布尔格伊（法語：Bourgueil，法語發音：[buʁɡœj] ⓘ）是法国安德尔-卢瓦尔省的一个市镇，位于该省西部，属于希农区。

## 地理
布尔格伊（47°16'55"N, 0°10'6"E）面积32.95 平方千米，位于法国中央-卢瓦尔河谷大区安德尔-卢瓦尔省西部，卢瓦尔河右岸，境内地势平坦。
与布尔格伊接壤的市镇（或旧市镇、城区）包括：拉布雷耶莱潘、库尔莱翁、伯奈、卢瓦尔河畔拉沙佩勒、孔坦瓦尔、日泽、雷斯蒂涅、圣尼古拉-德布尔格伊。
布尔格伊的时区为UTC+01:00、UTC+02:00（夏令时）。

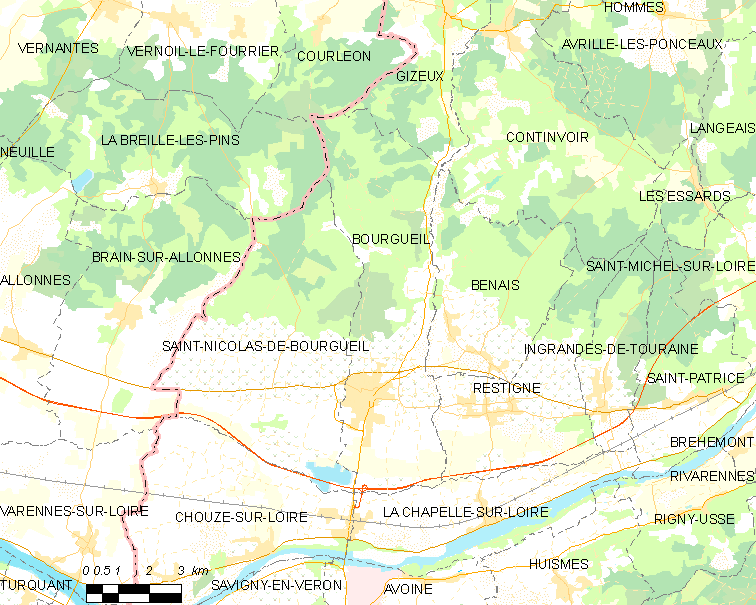
布尔格伊的OSM定位图

## 行政
布尔格伊的邮政编码为37140，INSEE市镇编码为37031。

## 政治
布尔格伊所属的省级选区为朗热县。

## 交通
A85高速公路经过布尔格伊境内。距离布尔格伊最近的火车站的布莱港站。另有公共汽车可前往希农。

## 文化
布尔格伊是卢瓦尔河谷红酒产区当中的重要部分之一。

## 人口

1962-2008年间布尔格伊人口变化图示

布尔格伊于2022年1月1日时的人口数量为3648人。